# L'invincibile robot Trider G7
L'invincibile robot Trider G7 (無敵ロボトライダーG7?, Muteki Robo Toraidaa Jii Sebun) è un anime di genere mecha, creata nel 1980 da Hajime Yatate e prodotto dalla Sunrise.
La serie si compone di 50 episodi ed è stata trasmessa per la prima volta in Italia su alcune televisioni locali nel 1981.
La sigla italiana, Trider G7, fu incisa dai Superobots.

## Trama
Siamo in un imprecisato futuro, in cui la società terrestre (che non presenta all'apparenza grandi diversità dal mondo odierno) ha risolto in parte il problema dell'inquinamento atmosferico colonizzando la Luna e Marte, in cui le industrie terrestri si sono trasferite ed hanno costruito ogni genere di fabbriche e magazzini, che garantiscono, mediante le spedizioni settimanali delle astronavi alla Terra, il sostentamento del genere umano. Watta Takeo, il protagonista, è un ragazzino di dodici anni che dopo la morte del padre (avvenuta per un imprecisato incidente sul lavoro) eredita dal genitore la Takeo General Company, una piccola ditta che si occupa di consegne spaziali, effettuate mediante una grande astronave, il Trider; in realtà la forma originale del Trider è quella di un gigantesco robot da combattimento, che solitamente viene custodito in un bunker al di sotto di un parco giochi, al centro del quale c'è proprio la testa del robot, che sporge all'esterno.
La ditta di Watta è molto piccola e scalcinata e sempre in bolletta, perciò il personale consiste in solo quattro dipendenti: il signor Kakikoji, anziano e avaro contabile con una decina di figli, sempre attento al risparmio in maniera maniacale; il signor Atsui, corpulento meccanico del Trider, sempre in tuta da lavoro e capace di riparare qualsiasi cosa; la signorina Ikue, bionda segretaria dal carattere molto dolce e sensibile, ed il signor Kinoshita, un giovane impiegato dal ciuffo ribelle, poco incline al lavoro e sempre affamato, che corteggia spesso la signorina Ikue. In realtà, le missioni che Watta si trova a compiere non riguardano quasi mai il trasporto di materiali, ma sono piuttosto missioni di soccorso e recupero causate da pirati spaziali appartenenti ad una grossa organizzazione criminale. Al vertice di questa è un malvagio individuo noto come Lord Zakuron; nel corso dell'anime si scoprirà che tutti i membri dell'organizzazione, compreso Zakuron, sono androidi e che le loro decisioni sono prese in base al volere del "Grande Sigma", un supercomputer sofisticatissimo; Zakuron tenta continuamente di distruggere le fabbriche di materie prime e le colonie sulla Luna e su Marte per ridurre la Terra in miseria, conquistarla e schiavizzare la popolazione, per poi sfruttare le risorse del nostro pianeta; per far questo, si serve dei Mega-robot, grossi robot da combattimento potentissimi, costruiti (e a volte pilotati) da luogotenenti scelti dal suo diretto sottoposto, Ondron.
Solitamente, le compagnie interessate o l'ente della Difesa Spaziale ingaggiano Watta, mediante il Signor Kakikoji, per salvare i lavoratori extra-planetari e le fabbriche poiché il ragazzo è l'unico a possedere un robot da combattimento (nell'episodio 43, "Una gara tra giganti", si scopre che esistono anche altre ditte che hanno dei robot, ma sono inadatti al combattimento). Il robot di Watta si rivela ben presto impossibile da battere per gli sgherri assoldati da Ondron, sconfiggendo tutti i loro più sofisticati robot da guerra. Nessuno, a parte il defunto padre di Watta, è a conoscenza del segreto dell'invincibilità del Trider: a costruirlo fu il Professor Navaron, leggendario costruttore di robot da combattimento che un tempo lavorava per Lord Zakuron; lo stesso tiranno lo considerava il più grande genio esistente. Trovato anni prima su Marte dal padre di Watta, Navaron, ferito gravemente, fu soccorso dall'uomo e portato sulla Terra; una volta ripresosi, per sdebitarsi costruì per lui il Trider, il suo robot migliore.

## Personaggi

### Membri della Takeo General Company
- Watta Takeo (竹尾 ワッ太（たけお ワッた）?, Takeo Watta) - è un ragazzo dodicenne che si ritrova a dover ereditare dal defunto padre la Takeo General Company, compagnia di trasporto spaziale di materiali rimasta priva di pilota dotato di brevetto per l'uso del Trider G7, motivo per il quale rischierebbe la chiusura. Nonostante la giovane età, capisce subito che per lui, sua madre, i suoi fratellini e i dipendenti dell'azienda, la chiusura rappresenterebbe il tracollo finanziario ed essendo l'unico a possedere il brevetto di pilota, decide di prendere il posto del padre. Si troverà così a doversi barcamenare tra scuola e lavoro, rischiando la vita e sacrificando ovviamente il tempo dedicato al gioco e agli amici. Il sacrificio è particolarmente gravoso quando deve allontanarsi da Kaoru, la sua amica del cuore. Watta odia la scuola, è pigro e testardo, ma ha una grandissima generosità, altruismo, dolcezza, simpatia e affettuosità ed è sempre disposto a sacrificare la sua stessa vita per salvare la sua famiglia, i suoi amici e i suoi dipendenti. Ben presto, dati i frequenti attacchi dei pirati spaziali di Lord Zakuron, la ditta si occuperà quasi esclusivamente di garantire la sicurezza durante i trasporti spaziali dalla Terra verso le colonie del sistema solare e di salvare le stesse dagli attacchi dei feroci robot giganti. Watta è anche l'unico pilota del robot Trider, ha una cotta per la sua coetanea Kaoru e non dimostra grande interesse per le noiosissime lezioni che si tengono a scuola, motivo per il quale viene sempre sgridato severamente dal signor Daimon; allo studio, Watta preferisce di gran lunga dormire, mangiare e pilotare il Trider. A volte è però preso da nostalgia in quanto non può condurre la vita normale degli altri ragazzini della sua età, spensierata e senza alcuna preoccupazione di sorta.
- Umemaro Kakikoji - 65 anni, è il vice presidente designato della compagnia. Molto responsabile, ligio al dovere e costantemente preoccupato per i conti che non sembrano mai voler quadrare; cerca di ridurre pertanto le spese quanto più possibile aiutato dal suo fedele abaco (che usa, in maniera frenetica e comica, soprattutto quando il Trider spara i missili). Si muove in bicicletta, quasi sempre rincorso da un randagio che vive nei pressi della Takeo General Company, un grosso bulldog (nella versione italiana si chiama Jonathan) che a volte lo addenta ed altre invece lo aiuta in maniera determinante (sembra essere un grande segugio e lo aiuta spesso a ritrovare le cose che perde, come il suo registro o, in un episodio, una busta contenente del denaro della compagnia che Kakikoji aveva perduto mentre andava in banca). È  Kakikoji a prelevare Watta da scuola quando c'è una missione, accollandosi così gli improperi di Daimon. Afferma spesso di avere ben 12 figli e che la paga non è mai sufficiente a sfamare tale numerosissima famiglia.
- Tetsuo Atsui - 50 anni, tecnico della compagnia, indossa sempre una tuta da lavoro; è di bassa statura e piuttosto grasso, parla con una particolare cadenza cantilenante ed è in grado di riparare qualsiasi cosa; ha un modo di fare un po' burbero che nasconde una natura altruista e gentile.
- Touachiro Kinoshita - 25 anni, giovane dipendente della compagnia, addetto (totalmente inefficace) al procacciamento di clienti. Non molto portato per il lavoro, viene spesso sorpreso a dormire alla scrivania, ma si sveglia immancabilmente quando è ora di pranzo.
- Ikue Sobara - Segretaria contabile della compagnia, ha 19 anni ed è la più giovane dei dipendenti dopo Watta. Per il ragazzo assume la figura di una gentile ma ferma sorella maggiore, mentre Kinoshita ha una cotta piuttosto evidente per lei.

### Famiglia di Watta
- Padre di Watta - È stato il primo pilota del Trider e fondatore della Compagnia che porta il suo nome. Rimasto gravemente ferito, in punto di morte ha lasciato al suo primogenito le redini dell'azienda, raccomandandogli però di lasciar stare se non se la sentisse, vista la sua giovane età; per onorarne la memoria, Watta ha scelto di mantenere aperta la sua società.
- Kazuyo Takeo - Madre di Watta. 43 anni; madre di tre figli (Watta è il primogenito), è una donna molto generosa e perennemente impegnata: oltre a svolgere regolarmente le faccende domestiche, lavora anche presso un giardino d'infanzia.
- Sakiko Takeo - Sorellina di Watta. 8 anni, piuttosto pestifera e molto intelligente, ha sempre la risposta pronta, e per questo litiga spesso col fratello maggiore.
- Seguro Takeo - Fratellino di Watta. Ha solo 5 anni, ma a volte dimostra molta più intelligenza di Watta: gli piace molto andare a scuola per imparare cose nuove, ed è un appassionato lettore.
- Asaki Takeo - È il nonno di Watta, nonché Segretario Responsabile dell'Ente di Difesa Spaziale; spesso si trova a dover ricorrere ai servigi di Watta e del Trider per respingere un'invasione su qualche colonia spaziale; estremamente combattuto dal fatto che il nipote deve rischiare la vita, ha molta stima per lui e gli dà del tu (mentre Watta, per rispetto alla sua carica, gli darà sempre del lei e non lo chiamerà mai nonno).

### Compagni di scuola e corpo docente
- Signor Daimon - 28 anni, un insegnante della scuola di Watta, in perenne contrasto con lui. Nonostante insegni in un'altra classe e sia solo l'insegnante di educazione fisica di Watta, spesso entra nella sua classe per sgridarlo a causa del suo comportamento indisciplinato e molto poco incline allo studio; segretamente innamorato della signorina Mieko, arrossisce e perde completamente la testa in sua presenza. Nei confronti di Watta è sempre duro e severo, ma in fondo gli vuole bene.
- Signorina Mieko - Insegnante della classe di Watta; si tratta di una giovane donna con gli occhiali di cui Daimon è segretamente innamorato; quando si fidanzerà con un medico, causando la disperazione di Daimon, Watta architetterà un piano con i suoi amici e sua sorella per farli lasciare.
- Shinkiki Nakamura (中村 件名標目等?, Nakamura Shinkiki) - Serio e un po' timido e insicuro, è un dodicenne compagno di classe di Watta piccolino e occhialuto, che nel tempo si trasformerà in un caro amico. I suoi genitori gestiscono il "Sushi Taroh", un piccolo ristorante tipico in cui gli avventori mangiano al banco o ordinano le pietanze a domicilio (questo fa capire che anche Shinkiki proviene da un quartiere popolare di Tokyo): ecco perché spesso, dopo la scuola, Shinkiki è impegnato con le consegne ai clienti. Shinkiki ha un problema, ovvero è negato per ogni genere di attività agonistica, causa scatenante, questa degli scherzi degli altri ragazzi. Ma grazie a Watta e alla sua naturale forza di volontà si impegnerà al massimo per superare i propri limiti.
- Akira Yamada (山田 明?, Yamada Akira) - È un dodicenne compagno di classe di Watta Takeo, nonché il suo migliore amico. Figlio di un carpentiere (con cui spesso viene alle mani sfasciando casa), grosso di corporatura e sempre affamato, si lascia spesso abbindolare dalle promesse del ricco e viziatissimo Ken'ichi. Dietro l'aspetto imponente (ha una corporatura robusta) si cela un ragazzo dal cuore d'oro (benché monello), che nel tempo impara a conoscere il valore dell'amicizia. Sfortunatamente non è in grado di resistere ad alcun tipo di tentazione, come sembra sapere bene Kenichi Ohyama, che, corrompendo il buon Akira con qualche regalo o con qualche gustosa delizia locale, conosce perfettamente il modo di ottenere da lui ciò che desidera. Ma è Watta il vero amico  anche se a volte si comportano più come amici di rissa che di giochi, entrambi sono uniti da un vincolo profondo che le macchinazioni di Kenichi non possono certo spezzare. Anche Akira come Watta abita in un quartiere popolare di Tokyo. Oltre che molto socievole, Akira è simpatico, un po' ingenuo ed è anche molto testardo.
- Kaoru Taki - La ragazza più carina, cortese e diligente della classe, che saltuariamente sembra dimostrare un certo interesse per Watta piuttosto che per lo spocchioso Ken'ichi.
- Ken'ichi Ooyama - 12 anni, con occhiali e ciuffo prominente, si dà sempre molte arie per il fatto di essere il figlio del presidente di un'importante ditta e per questo ostenta i propri privilegi (come ad esempio un autista che lo porta a scuola su un'auto di lusso); compete costantemente con Watta per attirare l'attenzione di Kaoru, che tuttavia sembra preferirgli lo squattrinato Watta; questo causa spesso un suo allontanamento dalla classe, con cui sembra avere notevoli difficoltà di inserimento.

### Nemici
- Ondron - 40 anni, spietato dirigente di un'organizzazione di pirati spaziali, uno degli antagonisti principali della serie. Non prova alcuno scrupolo nel danneggiare e mandare in rovina gli avversari, il tutto per ottenere il predominio incontrastato e il monopolio delle rotte spaziali. Ha i capelli lisciati all'indietro con la riga in mezzo, e un paio di baffetti lunghi e sottili; fuma incessantemente una sigaretta con lungo bocchino ed è il sottoposto di Lord Zakuron.
- Lord Zakuron - 23 anni, potente e spietato capo incontrastato dell'organizzazione; si scopre che in realtà Ondron è solo uno dei tanti dirigenti che il malvagio Zakuron ha mandato a colonizzare i vari sistemi solari.
- Jar - Primo militare al servizio di Ondron; dopo numerosi fallimenti, verrà condannato a morte da Ondron e smantellato da Domma e Dur.
- Dorotin - Grosso androide che soffre d'alta pressione e facili scoppi d'ira quando le cose non sembrano andare secondo i piani previsti; quando si surriscalda, chiede ad un robottino che porta sempre addosso di versargli dentro il serbatoio che ha nel ventre il "Peko Peko", un refrigerante che lo aiuta a superare le crisi.
- Domma e Dur - I due tirapiedi di Ondron che prendono il posto di Jar; il primo basso e pingue, il secondo alto e smilzo. Spesso litigano tra di loro su chi sia la colpa dei numerosi fallimenti.
- Schakal - Vestito da pistolero (è il sosia di Clint Eastwood ne "Il buono, il brutto, in cattivo) viene reclutato da Ondron che lo considera il migliore.
- Jirba - Giovane biondina inviata da Lord Zakuron, che afferma di tenere parecchio a lei: vanitosa, provocante e spietata, indossa un succinto vestito rosso che mette in evidenza il seno prosperoso e le sue gambe lunghe; estremamente sadica, odia gli esseri umani e non coglie occasione per ucciderne quanti più possibile nei suoi attacchi.
- Dottor Clark - Scienziato pazzo con monocolo che mette sempre la sua mente diabolica al servizio del malvagio Lord Zakuron e di Ondron.

## Armi e dotazioni
- Catena di Trider. Catena con rampino che emerge dalle ginocchia del robot.
- Spade/a di Trider. Due classiche spade estratte dalle gambe.
- Lama di Trider. Il robot estrae due dischi dai propri fianchi; una volta congiunti i dischi, ne fuoriescono delle lame. L'arma viene poi lanciata manualmente.
- Missili nucleo-sintetici. Le falangi delle mani vengono sparate a guisa di missili. Un'altra ipotesi è che si tratti di sottili missili che fuoriescono dalle dita cave del robot (essendone sempre visibili gli appositi fori). Arma a ripetizione di genere vulcan.
- Missili a testata protonica. Fuoriescono dai fianchi del Trider, piuttosto potenti.
- Cannone polarizzante. Pistola a raggio laser.
- Dardo di Trider. Lancia a tre punte acuminate che fuoriesce dalle gambe del Trider.
- Trider laccio. Laccio elastico munito di rampino, usato per catturare gli automi avversari.
- Frusta di Trider. Frusta di scarsa efficacia.
- Uccello/Aquila di Trider. L'arma finale, risolutiva. Il Trider G7 viene circondato da una sorta d'involucro di energia radiante a forma d'aquila, che crepita dal petto del robot; il complesso robot-aquila si getta poi a gran velocità sull'automa nemico che rimane solitamente sezionato in due metà ed esplode.

## Doppiaggio

Trider pronto all'uscita

| Personaggio         | Voce originale    | Voce italiana     |
| ------------------- | ----------------- | ----------------- |
| Watta Takeo         | Satomi Majima     | Rodolfo Bianchi   |
| Michitaro Takeo     |                   | Rino Bolognesi    |
| Kazuyo Takeo        |                   | Alina Moradei     |
| Umemaro Kakikouji   | Ichirō Nagai      | Ettore Conti      |
| Tohachiro Kinoshita | Tokio Seishi      | Rino Bolognesi    |
| Kaoru Taki          | Kinue Sugiyama    | Sonia Scotti      |
| Akira Yamada        | Keisuke Yamashita |                   |
| Lord Zakuron        | Kazuyuki Sogabe   | Rino Bolognesi    |
| Sig. Daimon         | Akira Murayama    | Rodolfo Bianchi   |
| Shinkiki Nakamura   | Sanae Takagi      |                   |
| Ikue Sunahara       | Keiko Han         | Annarosa Garatti  |
| Jirba               |                   | Sonia Scotti      |
| Kenichi Ohyama      | Toshio Furukawa   | Massimo Corizza   |
| Sciacal             | Shigezou Sasaoka  | Rino Bolognesi    |
| Kazuo Yamada        | Shozo lizuka      |                   |
| Ondron              |                   | Emilio Marchesini |
| Signorina Mieko     |                   | Mirella Tosca     |
| Sig. Atsui          |                   | Emilio Marchesini |
| Midori Yamada       | Reiko Suzuki      |                   |

## Episodi
| Nº | Titolo italiano Giapponese 「Kanji」 - Rōmaji                                                  | In onda           | In onda |
| Nº | Titolo italiano Giapponese 「Kanji」 - Rōmaji                                                  | Giapponese        |         |
| 1  | Un incarico da 1.000.000 di dollari 「がんばれ若社長！」 - Ganbare jaku shachō!                | 2 febbraio 1980   |         |
| 2  | Il capo ha da fare 「社長はつらいよ」 - Shachō hatsuraiyo                                      | 9 febbraio 1980   |         |
| 3  | Il compleanno di Kaoru 「お金じゃないよ、心意気」 - O-kane janaiyo, kokoroiki                  | 16 febbraio 1980  |         |
| 4  | La ninna nanna di Watta 「男・ワッ太の子守唄」 - Otoko. Watsu ta no komoriuta                  | 23 febbraio 1980  |         |
| 5  | La grande sfida 「ああ、宿命のライバル」 - Ah, shukumei no raibaru                             | 1º marzo 1980     |         |
| 6  | La scuola dello spazio 「俺は大好き宇宙塾」 - Ore ha daisuki uchū juku                         | 8 marzo 1980      |         |
| 7  | Le scarpe magiche 「危うし！花の係長」 - Abunau shi! Hana no kakarichō                         | 15 marzo 1980     |         |
| 8  | Akira cambia squadra 「男と男の花が散る」 - Otoko to otoko no hana ga chiru                    | 22 marzo 1980     |         |
| 9  | Un aiuto non richiesto 「俺は小さな大社長」 - Ore ha chiisa na taisha chō                      | 29 marzo 1980     |         |
| 10 | I problemi sentimentali del signor Daimon 「男・純情！大門先生」 - Otoko. Junjō! daimon sensei | 5 aprile 1980     |         |
| 11 | Il duro esame 「ああ、テスト㊙作戦」 - Ah, tesuto ㊙ sakusen                                   | 12 aprile 1980    |         |
| 12 | La maratona 「走れ信吉！ゴールをめざせ」 - Hashire Shinkichi! Goru womezase                    | 19 aprile 1980    |         |
| 13 | Foto in prima pagina 「俺は地球のスーパー・スター?!」 - Ore ha chikyū no supa. Suta?!          | 26 aprile 1980    |         |
| 14 | Lezione all'aperto 「どうせ拾った貝だもの」 - Dōse hirotta kai damono                          | 3 maggio 1980     |         |
| 15 | Sachiko, ovvero una sorella perfetta 「妹・サチ子は世界一」 - Imōto. sachi ko ha sekaiichi     | 10 maggio 1980    |         |
| 16 | A scuola con Watta 「父兄会は大騒動！」 - Fukeikai ha oosōdō!                                  | 17 maggio 1980    |         |
| 17 | Un appuntamento tanto desiderato 「夢にまで見たデート」 - Yume nimade mita deto                | 24 maggio 1980    |         |
| 18 | Watta è un perfetto astronomo 「ワッ太は世紀の天文博士」 - Watta wa seiki no tenmon hakase     | 31 maggio 1980    |         |
| 19 | La torta a sorpresa 「ホットケーキはどんな味?」 - Hottokeki hadonna aji?                       | 7 giugno 1980     |         |
| 20 | Il premio più sudato 「感激！ボーナスが出る」 - Kangeki! Bonasu ga deru                        | 14 giugno 1980    |         |
| 21 | Un lavoro a tradimento 「親父は宇宙の大工さん」 - Oyaji ha uchū no daiku san                   | 21 giugno 1980    |         |
| 22 | Ikue e il prestito meritato 「心意気だぜ郁絵ちゃん」 - Kokoroiki daze iku e chan               | 28 giugno 1980    |         |
| 23 | La visita medica 「歯なしにならない話」 - Hanashi ninaranai hanashi                            | 5 luglio 1980     |         |
| 24 | Agricoltura spaziale 「キャベツがなくなる日」 - Kyabetsu ganakunaru nichi                      | 12 luglio 1980    |         |
| 25 | Ore 11 Lezione di nuoto 「男ならひき受けろ！」 - Otoko narahiki uke ro!                        | 19 luglio 1980    |         |
| 26 | Festa d'estate 「でっかい輪っかだ夏祭り」 - Dekkai wakkada Natsu matsuri                       | 26 luglio 1980    |         |
| 27 | Un pilota di fortuna 「ニースからの手紙」 - Nisu karano tegami                                 | 2 agosto 1980     |         |
| 28 | Tutti al campeggio 「星空のキャンプ・ファイヤー」 - Hoshizora no kyanpu. Faiya                 | 9 agosto 1980     |         |
| 29 | La ricchezza non dà felicità 「泣くな男だ！係長」 - Naku na otoko da! Kakarichō                | 16 agosto 1980    |         |
| 30 | Incontro a squadre 「大門先生は鬼コーチ」 - Daimon sensei ha oni kochi                         | 23 agosto 1980    |         |
| 31 | La storia della vecchia Okane 「おかね婆さん奮戦記」 - Okane baasan funsenki                   | 30 agosto 1980    |         |
| 32 | Una sospirata bicicletta 「ああ専務、男涙のアルバイト」 - Ah senmu, otoko namida no arubaito   | 6 settembre 1980  |         |
| 33 | Uno scherzo pesante 「女の子はヤキイモがお好き」 - Onna no ko ha yakiimo gao suki              | 13 settembre 1980 |         |
| 34 | Un volo improvvisato 「熱がなんだ情熱だ！」 - Netsu gananda jōnetsu da!                        | 20 settembre 1980 |         |
| 35 | I piccoli investigatori 「俺たち少年探偵団」 - Ore-tachi shōnentanteidan                       | 27 settembre 1980 |         |
| 36 | Amici per la pelle 「あの町この町日が暮れて」 - Ano machi kono machi nichi ga kure te          | 4 ottobre 1980    |         |
| 37 | Pic-nic su Marte 「火星で食べた!?サンマの味」 - Kasei de tabeta!? Sanma no aji                 | 11 ottobre 1980   |         |
| 38 | Un figlio "difficile" 「常務は父親一年生」 - Jōmu ha chichioya ichinensei                      | 18 ottobre 1980   |         |
| 39 | Lo spirito guida 「トライダーの秘密」 - Toraida no himitsu                                     | 25 ottobre 1980   |         |
| 40 | Soccorso pubblico 「台風一過・大騒動!!」 - Taifū ikka. Oosōdō!!                                | 1º novembre 1980  |         |
| 41 | Una gita nello spazio 「がんばれ！ポンコツロボット」 - Ganbare! Ponkotsu robotto               | 8 novembre 1980   |         |
| 42 | I pericoli delle arti marziali 「男・アキラよどこへ行く」 - Otoko. Akira yodokohe iku          | 15 novembre 1980  |         |
| 43 | Una gara tra giganti 「スーパーロボット大集合」 - Suparobotto daishūgō                         | 22 novembre 1980  |         |
| 44 | La metamorfosi del signor Daimon 「六年一組・大門先生」 - Tokunen hitokumi. Daimon sensei      | 29 novembre 1980  |         |
| 45 | Una vacanza alle Hawaii 「ああ、あこがれのハワイ珍道中」 - Ah, akogareno hawai chindōchū       | 6 dicembre 1980   |         |
| 46 | Un grande amore 「三重子先生の決意」 - Mieko-sensei no ketsui                                  | 13 dicembre 1980  |         |
| 47 | Buon compleanno Watta 「ワッ太の誕生日」 - Watta no tanjōbi                                    | 20 dicembre 1980  |         |
| 48 | Una gita sulla neve 「男・大門ここにあり」 - Otoko. Daimon kokoniari                           | 10 gennaio 1981   |         |
| 49 | La vendetta di Ondron 「危険がいっぱい大仕事」 - Kiken gaippai ooshigoto                       | 17 gennaio 1981   |         |
| 50 | Il gran finale 「とびだせ！若社長!!」 - Tobidase! Jaku shachō!!                                | 24 gennaio 1981   |         |

## Distribuzionehome video
La serie è stata distribuita in home video dalla Dynit sotto forma di cofanetto DVD contenente tutti gli episodi in edizione integrale (le scene non doppiate, come le anticipazioni, sono state fornite di sottotitoli). Questa edizione è stata ri-titolata L'indistruttibile robot Trider G7 ed è stata utilizzata anche per le successive trasmissioni TV su Ka-Boom e pubblicazioni in streaming.

## Media
In concomitanza con la prima messa in onda in Italia, Trider G7 è stato apparso nel settimanale a fumetti: "Cartoni in TV", disegnato a mano. Inoltre, sul "Corriere dei Piccoli" del dicembre 1982, dal titolo: "Trider G7 va a Betlemme", di cui Trider è protagonista, insieme ad altri eroi del robot, come: God Sigma, Tansor 5, Calendar Men, X-Bomber, Gotriniton, Supercar Gattiger, Starzinger, Zambot 3, Gordian, Daikengo, sempre realizzato a mano, per pubblicizzare la promozione natalizia, prodotto dalla Ceppi Ratti.

## Accoglienza
La serie, esordita nel 1980, come alcune precedenti produzioni della Sunrise (Daitarn 3, Gundam e molti altri) ha avuto molto successo e ne è stato lodato l'umorismo e il tono generale molto leggero.

## Riferimenti culturali
Mentre Watta si appresta ad entrare nel Trider, il suo percorso per giungere ai comandi del Robot viene mostrato con una spia luminosa che percorre in tempo reale il gigante di metallo. Nella grafica si può notare che il software che gestisce il tutto è stato programmato niente meno che dalla Microsoft in linguaggio Fortran. Negli ultimi episodi della serie, non mancano i riferimenti ad altre saghe robotiche. In una scena durante una fiera, tra i premi di uno stand del tiro a segno, si possono vedere perfettamente i modellini del Daitarn 3, dello Zambot 3 e del Gundam Rx78. Durante l'attacco all'ospedale di Marte (poco prima di un'esplosione causata dall'attacco stesso), per pochi istanti si vedono chiaramente Haran Banjo (pilota del Daitarn 3) insieme al suo piccolo assistente Toppi e, alle loro spalle, Don Zauker su una sedia a rotelle accudito da Koros. Durante un altro attacco, tra le persone in fuga ce n'è una vestita con la divisa vista nella serie Cyborg 009 (tuta rossa col lungo fazzoletto giallo al collo).